# مارسيو تيرويل
مارسيو تيرويل (ولد في 11 مارس 1986 في ساو باولو، البرازيل) هو لاعب كرة قدم برازيلي يلعب لصالح نادي آريما كرونوس الإندونيسي.

## الأندية
بدأ حياته المهنية في عام 1999 عندما انضم إلى فريق فئة الشباب في نادي موجي ميريم. تم تصعيده إلى الفريق الأول في عام 2003 حيث لعب مع موجي ميريم في دوري باوليستا ودوري الدرجة الثانية. غادر موجي ميريم في عام 2005 وانضم إلى بارويري الذب يشارك في دوري الدرجة الثالثة. عندما كان في بارويري لعب أيضا في كأس ساو باولو دي جونيورز وفي كأس فيديراساو بوليستا. في عام 2007 انتقل إلى نادي الدرجة الثالثة روما من أبوكارانا. ثم لعب في عام 2008 مع فريق بوليستاو الآخر غريميو أوساسكو قبل أن يعود في عام 2009 إلى موجي ميريم الذي يلعب في دوري باوليستا. في عام 2010 التحق بنادي غلوريا من فاكاريا ولعب في المستوى الثاني من دوري غاوشو.
في عام 2011 غادر البرازيل للانضمام إلى نادي فاس السلفادوري. لعب مع فاس في دوري السلفادور لكرة القدم حيث سجل 10 أهداف بين عامي 2011 و 2012. ذلك المستوى الجيد جعله ينتقل للاحتراف في أوروبا حيث في 28 يوليو 2012 وقع عقد لمدة سنتين مع نادي ياغودينا الصربي.
خلال صيف عام 2013 غادر صربيا وانضم إلى نادي الدوري المالطي الممتاز فيتوريوسا ستارز ولكن خلال عطلة الشتاء عاد إلى البرازيل للانضمام إلى إنتر ليميرا.
في عام 2016 لعب مع نادي سترة في الدوري البحريني الممتاز 2015–16 ثم في الصيف انضم إلى نادي آريما كرونوس الذي يلعب في دوري السوبر الإندونيسي.

## الإنجازات
- ياغودينا
  - كأس صربيا: 2013